# Nyakaledonienbeckasin
Nyakaledonienbeckasin (Coenocorypha neocaledonica) är en förhistorisk utdöd fågel i familjen snäppor inom ordningen vadarfåglar. 

## Upptäckt och tidigare förekomst
Nyakaledonienbeckasinen beskrevs så sent som 2013 utifrån subfossila benlämningar funna i grottor på ön Nya Kaledonien i Melanesien i sydvästra Stilla havet. 

Nya Kaledoniens läge i regionen.

## Kännetecken
Arten var liksom fijibeckasinen (Coenocorypha miratropica), även den utdöd, större än sina släktingar i Coenocorypha. Undersökning av dess vingben visar att den troligen var en relativt stark flygare. Lämningar har hittats sju kilometer från kusten, vilket tyder på att arten var skogslevande.

## Utdöende
Den dog ut inom 1000 år efter människans ankomst till ön, förmodligen på grund av predation av införda råttor.